# 大尽山
大尽山（おおづくしやま）は、青森県むつ市にある標高827 mの山。新日本百名山に選定されている。
大尽山は、恐火山を構成する火山の一つであり、溶岩ドームに分類される。恐火山が宇曽利カルデラを造る前の火山活動で形成された。
一般的な登山口は山体の北麓にあるが、そこまでは宇曽利湖を囲む自然歩道を歩く必要がある。山頂からは宇曽利湖や釜臥山などが見える。気象条件が良ければ、遠く南西に陸奥湾を挟んで岩木山、南に八甲田山、北には津軽海峡越しに北海道の恵山なども見える。

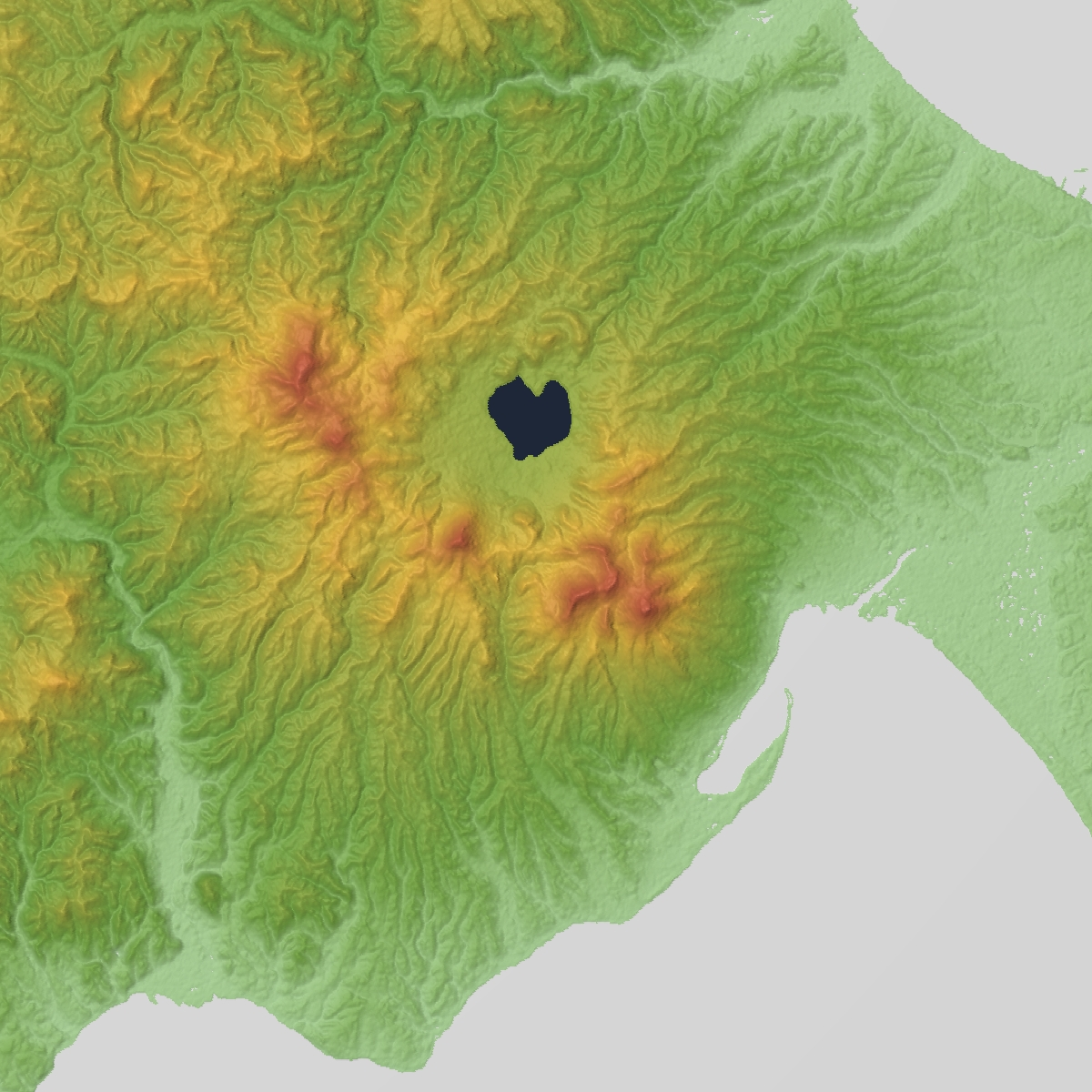
恐火山の地形図
宇曽利湖の南西の高峰が大尽山